# Château de Gondorf
Le château de Gondorf, également appelé château von der Leyen, est un château à Kobern-Gondorf, dans le Land de Rhénanie-Palatinat.

## Histoire
Il est le fief de la maison von der Leyen. En 2002, un buste en bronze du prince François-Philippe, prince de la Leyen, créé par Karol Badyna et offert par les pompiers volontaires de Gondorf, est dévoilé devant la basse-cour.
Le château est un monument culturel protégé selon la loi sur la protection des monuments (DSchG) et est inscrit sur la liste des monuments historiques du Land de Rhénanie-Palatinat. Une partie des archives du Land de Rhénanie-Palatinat est logée dans certains bâtiments.
L'emplacement, comme sur un promontoire, est protégé d'un côté par la Moselle et à l'arrière par le Nothbach (dévié dans les années 1970), il est probablement déjà au VIe siècle l'endroit pour un domaine fortifié.
Le vaste complexe du XIVe siècle se compose de la basse-cour avec un bâtiment de porte fortifiée bâti en 1527 et de la cour centrale. Le constructeur principal est le prince-électeur et archevêque de Trèves Johann von der Leyen vers 1560. Le complexe tombe en ruine dans les temps suivants lorsque les différentes branches de la famille s'installent dans le Bliesgau, en Bavière et dans le sud-ouest de l'Allemagne.
Au début du XIXe siècle, le comte Philipp von der Leyen fait restaurer en partie le château de ses ancêtres. Après la mort de l'homme devenu prince, son fils Erwein, établi en Bavière, vend le complexe, le terrain et la cave auparavant importante à la commune de Gondorf notamment.
Lors de l'agrandissement de la ligne de chemin de fer de de Coblence à Perl frontière en 1876, l'ensemble du palais, qui s'étend jusqu'aux rives de la Moselle, est coupé en deux parties et l'église au sud-ouest du palais est démolie. Un bâtiment de remplacement est construit ailleurs aux frais du promoteur, les Chemins de fer d'État de la Prusse. Près de cent ans plus tard, en 1971, la Bundesstraße 416 est posée entre la voie ferrée et la Moselle. Pour ce faire, les parties du rez-de-chaussée du château sont éventrées ou reconstruites. La route traverse maintenant le château sur l'ancienne cour intérieure.